# Trompa de Fal·lopi
Les trompes de Fal·lopi o trompes uterines són un parell de tubs membranosos disposats simètricament. Cadascun d'ells va des de l'angle superior de l'úter fins a l'ovari del costat corresponent i estan situats entre les fulles del lligament ample. L'extremitat externa, anomenada pavelló, és lliure i recull l'òvul per transportar-lo fins a l'úter.
És el lloc on es produeix la fecundació d'un espermatozoide i un òvul. Normalment, l'òvul ha de ser fecundat el primer dia o el segon, ja que al tercer dia es deteriora i mor i, quan ja fa uns dies que és a l'úter, s'expulsa. Aquest procés dura aproximadament cinc dies i és quan té lloc la menstruació.

## Parts
- Istme
- Ampul·la
- Infundíbul o pavelló, que finalitza en franges, una de les quals és la franja ovàrica